# Lahmidi
Lahmidi (arabsko اللخميون), al-Manazira (المناذرة) ali Banu Lahm (بنو لخم) so bili arabska vladarska dinastija, ki je od poznega 3. stoletja do leta 602 vladala v južnem Iraku in vzhodni Arabiji. Prestolnica kraljestva je bila al-Hira. Lahmidi so bili občasno zavezniki in podložniki Sasanidskega cesarstva ter udeleženci rimsko-perzijskih vojn. Izraz Lakmidi se je uporabljal tudi za vladajočo dinastijo, novejši znanstveniki pa slednjo raje imenujejo Nasridi.
Oblast Nasridov se je razširila na njihove arabske zaveznike v Bahrajnu in Jamami v osrednji Arabiji. Ko je Kozrav II. odstavil in usmrtil al-Numana III., zadnjega vladarja iz dinastije Nasridov, so se njegovi arabski zavezniki v Najdu dvignili z orožjem in porazili Sasanide v bitki pri Di Karju. Sasanidi so po porazu izgubili oblast  v vzhodni Arabiji. Zmaga pri Di Karju je med Arabci vzbudila samozaupanje in navdušenje in je veljala za začetek novega obdobja.

## Zgodovina
Kraljestvo Lahmidov je ustanovilo in mu vladalo pleme Banu Lahm, ki je v 2. stoletju emigriralo iz Jemna. Ustanovitelj dinastije je bil Amr, čigar sin Imru al-Kajs naj bi se spreobrnil v krščanstvo. Njegova verska pripadnosti je predmet razprav. Theodor Nöldeke trdi, da Imru al-Kajs ni bil kristjan, medtem ko Irfan Šahid to možnost dopušča in hkrati omenja, da na njegovem nagrobniku manjkajo krščanska besedila in simboli.
Imru al-Kajs je sanjal enotno in neodvisno arabsko kraljestvo in po teh sanjah zavzel številna mesta na Arabskem polotoku. Nato je zbral veliko vojsko in razvil kraljestvo v pomorsko silo, ki je delovala vzdolž bahrajnske obale. Napadala je tudi obalna mesta v Iranu, ki je bil takrat v nasledstveni državljanski vojni. Napadel je celo provinco Fars, domovino sasanidskih vladarjev. 
Imru al-Kajs je zatem pobegnil v Bahrajn in s seboj odnesel svoje sanje o enotnem arabskem narodu, in od tam v Sirijo, kjer je iskal obljubljeno pomoč rimskega cesarja Konstancija II., ki pa je nikoli ni dobil. V Siriji je ostal do svoje smrti. Pokopan je bil v al-Nimarahu v Sirski puščavi. 
Imru al-Kajsov nagrobni napis je napisan v izjemno težki vrsti pisave. Iz napisa se zagotovo ve, da si je Imru al-Kajs lastil naziv "kralj vseh Arabcev". V napisu je tudi trditev, da je uspešno opravil kampanjo po celotnem severnem in osrednjem delu Arabskega polotoka vse do obmejnega mesta Nadžran. 
Dve leti po njegovi smrti, leta 330, je prišlo do upora, v katerem je bil Avs ibn Kalam ubit. Nasledil ga je Imru al-Kajsov sin Amr. Njegovi  glavni tekmeci so bili Gasanidi, vazali Rimskega cesarstva, največjega sovražnika Sasanidov. 
Lahmidi so ostali vplivni skozi celo 6. stoletje, potem pa je Kozrav II. leta 602 ukazal usmrtiti zadnjega lahkmidskega kralja al-Numana III. ibn al-Mundhirja zaradi lažnega suma izdaje. Lahmidsko kraljestvo je priključil k svojemu cesarstvu. 
Skupaj z naraščajočo nestabilnostjo v ožji Perziji po padcu Kozrava II. leta 628 so ti dogodki napovedali odločilno bitko pri Kadisiji leta 636 in muslimansko osvojitev Perzije. Nekateri zgodovinarji so prepričani,  da je bila priključitev Lahmidskega kraljestva eden glavnih dejavnikov za padec Sasanidskega cesarstva in muslimansko osvojitev Perzije. Lahmidska prestolnica al-Hira je bila opuščena in postala vir gradiva za rekonstrukcijo Kufe.    
Po besedah arabskega zgodovinarja Abu Ubaida (umrl 824) je bil Kozrav II. jezen na kralja al-Numana III. ibn al-Mundirja, ker mu ni hotel dati svoje hčerke za ženo. Kralja je zato zaprl. Kasneje je Kozrav poslal vojake, da vrnejo njegov oklep Numanovi družini, vendar je Numanov prijatelj Hani  ibn Masud to zavrnil in s svojo vojsko leta 609 porazil Sasanide v bitki pri Di Karju v bližini lahmidske prestolnice.

## Lahmidska dinastija in njeni potomci
Ustanovitelj in večina vladarjev Lahmidskega kraljestva je bila iz plemena Banu Lahm. 
Številne sodobne dinastije trdijo, da izvirajo iz Lahmidov. Mednje spadajo Mandhari iz Omana, Iraka in Združenih arabskih emiratov, Namani iz Omana in libanonska druška kraljeva družina Arslan. 

### Lahmidski vladarji
| #  | Vladar                                                                     | Vladanje    |
| -- | -------------------------------------------------------------------------- | ----------- |
| 1  | Amr I. ibn Adi                                                             | 268–295     |
| 2  | Imru al-Kajs I. ibn Amr                                                    | 295–328     |
| 3  | Amr II. ibn Imru al-Kajs                                                   | 328–363     |
| 4  | Avs ibn Kalam (nedinastičen)                                               | 363–368     |
| 5  | Imru al-Kajs II. ibn Amr                                                   | 368–390     |
| 6  | al-Numan I. ibn Imru al-Kajs                                               | 390–418     |
| 7  | al-Mundir I. ibn al-Numan                                                  | 418–462     |
| 8  | al-Asvad ibn al-Mundir                                                     | 462–490     |
| 9  | al-Mundir II. ibn al-Mundir                                                | 490–497     |
| 10 | al-Numan II. ibn al-Asvad                                                  | 497–503     |
| 11 | Abu Jafur ibn Alkama (nedinastičen, nezanesljiv)                           | 503–505     |
| 12 | al-Mundir III. ibn al-Numan                                                | 503/5–554   |
| 13 | Amr III. ibn al-Mundir                                                     | 554–569     |
| 14 | Kabus ibn al-Mundir                                                        | 569–573     |
| 15 | Suhrab (perzijski guverner)                                                | 573–574     |
| 16 | al-Mundir IV. ibn al-Mundir                                                | 574–580     |
| 17 | al-Numan III. ibn al-Mundir                                                | 580–602     |
| 18 | Ijas ibn Kabisah al-Tai (nedinastičen) z Nakhiraganon (perzijski guverner) | 602–617/618 |
| 19 | Azadbeh (perzijski guverner) po muslimanski osvojitvi Perzije              | 617/618–633 |

### Abadidska dinastija
Abadidi, ki so v 11. stoletju vladala Seviljski taifi v al-Andaluzu, so bili lahmidskega porekla.

## Lahmidi v književnosti
Pesniki so opisali al-Hiro kot raj na zemlji. Arabski pesnik je takole opisal prijetno podnebje in lepoto mesta: "En dan v al-Hiri je boljši od enega leta zdravljenja". Ruševine al-Hire se nahajajo 3 kilometre južno od Kufe na zahodnem bregu Evfrata.